# Referéndum constitucional de Brasil de 1993
Un plebiscito constitucional fue realizado en Brasil el 21 de abril de 1993 tras la restauración de la democracia y la redacción de una nueva constitución por la Asamblea Constituyente. En el proceso los brasileños escogieron entre dos posibles formas de gobierno; la monarquía o la república y el sistema presidencialista o parlamentarista. El referéndum fue regulado por la ley federal 8.624.
Brasil contó con una monarquía durante un período de su historia, el Imperio de Brasil cuyo último emperador fue Pedro II. La monarquía fue abolida en 1889. El diputado federal Antônio Henrique Bittencourt da Cunha Bueno, monarquista y miembro del conservador Partido Social Demócrata propuso la restauración de la monarquía ante el Congreso argumentando que la deposición del monarca no se hizo por medios democráticos sino por un golpe de Estado. Bueno formó el Movimiento Monárquico Parlamentario para hacer campaña a favor de la monarquía 
Los monarquistas organizaron una intensa campaña a favor de restaurar la monarquía y situar en el trono brasileño al heredero de la Casa de Braganza. El principal argumento de los monarquistas era que un rey podía ser el jefe de Estado del país sin estar sometido a los intereses políticos de los partidos, siendo una figura neutral, así como aseguraban que 100 años de república no habían funcionado debido a las múltiples dictaduras, golpes de estado y demás situaciones conflictivas de la política brasileña. Por otro lado los principales partidos políticos; PT, PFL, PMDB, PTB y PSDB se unieron en el llamado Frente Presidencial para llamar a votar por la república. El lema de los monarquistas era "Vote por el rey" (Vote no rei!).
No obstante a pesar de su llamativa campaña, los brasileños votaron mayoritariamente por la república (86% a favor frente a 13% a favor de la monarquía) y por el sistema presidencialista (69% sobre 30% a favor del parlamentarista).

## Resultados
| República  | 44,266,608         | 66.0               |
| Monarquía  | 6,843,196          | 10.2               |
| Blanco     | 7,030,815          | 10.5               |
| Nulo       | 8,869,790          | 13.2               |
| Total      | 67,010,409         | 100                |
| Abstención | 23,265,770 (25.7%) | 23,265,770 (25.7%) |

| Presidencialismo | 37,156,884         | 55.4               |
| Parlamentarismo  | 16,518,028         | 24.6               |
| Blanco           | 3,467,181          | 5.2                |
| Nulo             | 9,868,316          | 14.7               |
| Total            | 67,010,409         | 100                |
| Abstención       | 23,246,143 (25.7%) | 23,246,143 (25.7%) |

### Por estado
| Estado              | Electores  | Abstención | %     | Monarquía | %     | República  | %     | Nulos     | %     | Blancos   | %     |
| ------------------- | ---------- | ---------- | ----- | --------- | ----- | ---------- | ----- | --------- | ----- | --------- | ----- |
| Acre                | 237,001    | 102,191    | 43.1% | 11,292    | 11.1% | 90,520     | 88.9% | 14,376    | 10.6% | 18,622    | 13.8% |
| Alagoas             | 1,041,236  | 325,352    | 31.2% | 64,326    | 13.4% | 414,747    | 86.6% | 142,350   | 19.8% | 94,461    | 13.2% |
| Amapá               | 169,409    | 73,832     | 43.6% | 8,838     | 10.8% | 72,743     | 89.2% | 5,554     | 5.8%  | 8,442     | 8.8%  |
| Amazonas            | 1,012,167  | 470,406    | 46.5% | 63,575    | 13.9% | 394,427    | 86.1% | 33,207    | 6.1%  | 50,552    | 9.3%  |
| Bahia               | 6,701,268  | 3,052,930  | 48.5% | 247,454   | 9.4%  | 2,371,859  | 90.6% | 494,347   | 13.5% | 534,678   | 14.6% |
| Ceará               | 3,809,457  | 1,332,959  | 35.0% | 212,748   | 11.4% | 1,655,965  | 88.6% | 295,062   | 11.9% | 312,723   | 12.6% |
| Espírito Santo      | 1,618,431  | 382,081    | 23.7% | 134,398   | 14.8% | 773,667    | 85.2% | 188,417   | 10.8% | 139,868   | 11.3% |
| Distrito Federal    | 908,429    | 144,507    | 15.9% | 69,552    | 11.2% | 550,285    | 88.8% | 94,667    | 12.4% | 49,418    | 6.4%  |
| Goiás               | 2,514,553  | 766,846    | 30.4% | 174,937   | 13.0% | 1,171,341  | 87.0% | 215,623   | 12.3% | 185,806   | 10.6% |
| Maranhão            | 2,590,598  | 1,518,669  | 58.6% | 63,094    | 7.3%  | 799,739    | 92.7% | 85,181    | 7.9%  | 123,915   | 11.5% |
| Mato Grosso         | 1,196,767  | 480,481    | 40.2% | 75,689    | 13.7% | 477,506    | 86.3% | 73,411    | 10.2% | 89,680    | 12.5% |
| Mato Grosso do Sul  | 1,127,470  | 288,838    | 25.6% | 92,456    | 14.2% | 559,890    | 85.8% | 96,569    | 11.5% | 89,717    | 10.7% |
| Minas Gerais        | 10,116,428 | 2,258,639  | 22.3% | 731,714   | 12.8% | 4,993,712  | 87.2% | 1,200,918 | 15.3% | 931,445   | 11.8% |
| Pará                | 2,616,490  | 1,260,558  | 48.2% | 153,898   | 14.3% | 922,941    | 85.7% | 113,001   | 8.3%  | 166,092   | 12.2% |
| Paraíba             | 1,986,739  | 660,655    | 33.2% | 82,876    | 8.7%  | 866,191    | 91.3% | 201,175   | 15.2% | 175,842   | 13.3% |
| Paraná              | 5,495,947  | 1,189,892  | 21.7% | 420,276   | 12.8% | 2,855,862  | 87.2% | 611,048   | 14.2% | 418,869   | 9.7%  |
| Pernambuco          | 4,247,205  | 1,357,513  | 32.0% | 222,020   | 11.1% | 1,787,302  | 88.9% | 481,357   | 16.6% | 399,013   | 13.8% |
| Piauí               | 1,857,832  | 613,604    | 33.0% | 48,059    | 4.8%  | 951,774    | 95.2% | 103,191   | 8.3%  | 141,204   | 11.3% |
| Río de Janeiro      | 8,732,024  | 1,541,654  | 17.6% | 938,964   | 16.3% | 4,821,310  | 83.7% | 842,977   | 11.7% | 587,119   | 8.2%  |
| Rio Grande do Norte | 1,417,805  | 441,848    | 31.2% | 58,936    | 8.7%  | 620,418    | 91.3% | 170,266   | 17.4% | 126,337   | 12.9% |
| Rio Grande do Sul   | 6,069,273  | 941,185    | 15.6% | 372,469   | 8.8%  | 3,835,721  | 91.1% | 403,378   | 7.9%  | 516,520   | 10.1% |
| Rondônia            | 661,331    | 331,660    | 50.1% | 37,226    | 14.9% | 213,098    | 85.1% | 35,000    | 10.6% | 44,347    | 13.4% |
| Roraima             | 101,947    | 42,465     | 41.7% | 5,121     | 10.5% | 43,872     | 89.5% | 4,093     | 6.8%  | 6,396     | 10.7% |
| Santa Catarina      | 2,974,926  | 507,669    | 17.0% | 272,577   | 14.5% | 1,611,149  | 85.5% | 343,173   | 13.9% | 240,328   | 9.7%  |
| São Paulo           | 19,812,705 | 2,538,737  | 12.8% | 2,210,203 | 16.6% | 11,109,007 | 83.4% | 2,487,620 | 14.4% | 1,467,136 | 8.5%  |
| Sergipe             | 891,788    | 291,995    | 32.7% | 48,252    | 11.5% | 372,350    | 88.5% | 109,413   | 18.2% | 69,778    | 11.6% |
| Tocantins           | 621,900    | 348,574    | 56.1% | 19,601    | 9.3%  | 191,524    | 90.7% | 23,442    | 8.6%  | 38,759    | 14.2% |